# Etzenbach (Ruppichteroth)
Etzenbach ist ein Ortsteil der Gemeinde Ruppichteroth. Namensgebend ist der dortige Bachlauf, Ursprung ist Gut Etzenbach.

## Geographie
Der Ort liegt an den Hängen des Bergischen Landes im Bröltal. Im Südwesten liegt Schönenberg, im Nordosten Retscheroth und im Osten Hove.

## Geschichte
1644 war das Gut zu Etzenbach im Besitz von Vollmar und Engelbert von Scheid genannt Weschpfennig. Das Gut musste einen Fuder Hafer abgeben.
1809 hatte der Hof 9 katholische Einwohner.
1910 waren für Etzenbach drei Haushalte verzeichnet: Tagelöhner Franz Peter Lückerath, Ackerer Franz Josef Lückeroth und Zimmerergeselle Wilhelm Lückeroth.